# Federalismo australiano

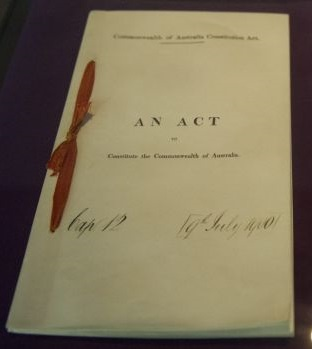
Constitución de Australia

La federación de Australia fue el proceso por el cual las seis colonias británicas de Nueva Gales del Sur, Queensland, Australia Meridional, Tasmania, Victoria y Australia Occidental constituyeron una federación a partir del 1 de enero de 1901 para formar la Mancomunidad de Australia, de la cual se convirtieron en sus estados componentes. Inicialmente Fiyi y Nueva Zelanda participaron en este proceso, pero luego optaron por separarse.

## Antecedentes
A partir de finales de la década de 1880 se inició el movimiento federalista. El 24 de octubre de 1889, el Premier de Nueva Gales del Sur Sir Henry Parkes, produjo la Proclama de Tenterfield, donde se establecía que el momento había llegado para que las colonias consideraran [la creación de] la Federación Australiana. Muchos políticos prominentes, como Parkes, fueron instigadores y promotores del movimiento federalista.
Durante la siguiente década se trabajó arduamente en el desarrollo de los principios de la mancomunidad. Se optó por un sistema parlamentario bicameral, formado por los Senadores australianos y por los representantes. La oficina del Gobernador General de Australia sería la representación de la Reina, es decir, del gobierno británico. La Constitución también estableció la Corte Superior, y dividió los poderes de gobierno entre los estados y el nuevo gobierno de la mancomunidad.
La colonias inicialmente fueron recelosas de delegar poder a un gobierno nacional que temían dominarían las colonias más pobladas como Nueva Gales del Sur y Victoria. Queensland temía la adopción de leyes nacionales que impidieran la traída de trabajadores canacas y pusiera en peligro su producción de caña de azúcar. Los estados más pequeños temían también la abolición de impuestos que dejarían su producción a merced de estados más grandes.
Los movimientos laborales, representados por varias organizaciones políticas, antecesoras del actual Partido Laborista de Australia, temían que el Senado adquiriera demasiado poder y fuera una fuerza que impidiera las reformas sociales.
En cuanto a la capital, las ciudades rivales de Sídney y Melbourne difícilmente aceptarían que la otra fuera la capital, de manera que se estableció el Territorio de la capital australiana dentro de Nueva Gales del Sur donde residiría el gobierno central, mientras que Melbourne sería la capital mientras se construía la nueva capital. En el lugar escogido se estableció la ciudad de Canberra.

## Características federales de la Constitución australiana
El 1 de enero de 1901 la nación australiana surgió como una federación. El modelo de Federalismo australiano se adhiere a los principios del modelo original de los Estados Unidos de América.
Australia no tomó del sistema estadounidense el sistema de presidencia con lista de gobierno, ni la Carta de Derechos, pero el resto de las características fueron casi todas iguales, incluyendo un alto grado de autonomía para las instituciones gubernamentales de la federación y los estados, una división de poder entre estas organizaciones y una autoridad judicial que determina cuando algún nivel de poder se ha excedido en el uso de sus poderes.
Hay otros aspectos en la Constitución de Australia que reflejan su naturaleza federal. Algunos de ellos garantizan que la comunidad se comporte equitativamente con cada estado mientras que otras garantizan que los estados se comporten equitativamente con respecto a los otros estados.
Otra característica de la constitución que ha sido estrechamente asociada con el principio federal es la representación en el Senado. La cámara alta, con número de representantes igual para todos los estados, refleja la unión de las comunidades coloniales originales que gozaban de iguales privilegios entre ellas.

## Desarrollo del federalismo australiano
El balance de poder entre los diferentes niveles de gobierno, tal como fue pensado por los fundadores de la nación ya no se aplican. Ese balance se ha desplazado en su mayor parte de los estados y gobiernos locales al gobierno de la mancomunidad. Es posible distinguir fases en el desarrollo del federalismo australiano.
La primera de ellas puede ser descrita como federalismo coordinado, en el cual la mancomunidad y los estados eran financiera y políticamente independientes dentro de sus propias esferas de responsabilidad. Un factor mayor en la expansión de los poderes de la mancomunidad fue el crecimiento de los gastos de defensa que culminaron con la participación de Australia en la Primera Guerra Mundial.
Desde finales de la guerra, los gobiernos conservadores de la mancomunidad intentaron regresar a un sistema de federalismo coordenado. Pero en respuesta a presiones internas y externas se ha desarrollado un sistema de federalismo cooperativo desde las décadas de 1920 y 1930. Los principales elementos de esta federalismo incluyen el establecimiento del Consejo de Préstamos de Australia en respuesta a la competencia intergubernamental en los mercados de capitales; la coordinación de las políticas de manejo económico y presupuestario durante la gran depresión; y el establecimiento de cuerpos consultivos, usualmente bajo la forma de Consejos ministeriales.
El sistema de cooperación intergubernamental no logró sobrevivir mucho tiempo a la escalada de impuestos que sobrevino después de la Segunda Guerra Mundial. En 1942 la mancomunidad introdujo una legislación que le dio un monopolio efectivo sobre el impuesto sobre las rentas. Tras no poder lograr los estados invalidar esta legislación, la uniformización de los impuestos se convirtieron en el principal instrumento de dominación financiera de la mancomunidad y del desbalance vertical en el sistema federal australiano. Este sistema ha permitido a la mancomunidad avanzar en áreas que habían sido responsabilidad tradicional de los estados, por la vía de presupuestar programas de propósito específico en educación, salud y transporte. Las relaciones entre la mancomunidad y los estados estuvieron en sus punto más bajo en 1975, cuando los estados intentaron resistir a la intervención cada vez más creciente de la mancomunidad en los asuntos regionales. 
Luego de la derrota del gobierno de Whitlam, el primer ministro Malcolm Fraser llevó a ejecución una nueva política de federalismo coordinado. El resultado fue un acuerdo entre la mancomunidad y los estados en el cual ambos niveles de gobierno acuerdan un sistema de planificación cooperativa y de toma de decisiones.
A pesar de la centralización del poder legislativo y financiero, hay muchas áreas en donde el Parlamento Federal adolece de poderes para regular asuntos de interés nacional. Esto ha llevado a los gobiernos estatales y al gobierno federal a cooperar para crear regímenes de regulación en áreas como el mercadeo de productos agrícolas y políticas de competencia.

## Los Territorios
El lugar de los Territorios Australianos dentro del sistema federal sigue produciendo controversias. El poder para legislar sobre asuntos de los territorios, asignado al Parlamento de la Mancomunidad por la Constitución, no está sujeto a limitaciones. Generalmente se asume que el parlamento tiene poderes plenos en los territorios, del mismo tenor a los que tiene cada estado.